# Rocío Nahle García
Rocío Nahle García, née le 14 avril 1964 à Río Grande (Zacatecas), est une femme politique mexicaine. Membre du Mouvement de régénération nationale (MORENA), elle est députée, élue dans la 11e circonscription de Veracruz, de 2015 à 2018 et coordinatrice du groupe parlementaire de son parti à la Chambre des députés. De 2018 à 2023, elle secrétaire à l'Énergie du gouvernement d'Andrés Manuel López Obrador.
Elle est gouverneure de l'État de Veracruz depuis le 1er décembre 2024.

## Débuts
Norma Rocío Nahle García naît le 14 avril 1964 à Río Grande (Zacatecas). Elle suit, de 1981 à 1986, une licence en ingénierie chimique à l'Université autonome de Zacatecas (UAZ), avec une spécialité en pétrochimie. Elle poursuit dans cette voie avec un diplôme en ingénierie chimique des procédés à l'Université nationale autonome du Mexique (UNAM) et un diplôme en viabilité économique des procédés industriels à l'université de Veracruz.

## Carrière professionnelle
Elle commence ensuite à travailler dans des complexes pétrochimiques de Petróleos Mexicanos (Pemex), l'entreprise publique chargée de l'exploitation du pétrole, situés dans l’État de Veracruz (Pajaritos, Cangrejera et Morelos). Elle travaille alors dans les domaines administratif, financier, des procédés, de la planification et du contrôle qualité.
Elle a également travaillé dans le secteur privé, pour Resistol (filiale d'Henkel, spécialisée dans les colles et adhésifs au Mexique),.
Rocío Nahle est membre du groupe Ingénieurs Pemex Constitution de 1917 (G-17), une formation citoyenne d'ingénieurs pétroliers, et du Comité national d'études de l'énergie (CNEE) pour l'Amérique Latine et les Caraïbes. Elle a été conseillère de la commission de l'Énergie à la Chambre des députés sous la LIXe et la LXIe législature, ainsi qu'au Sénat de la République sous la LXIIe législature,.
Elle est intervenue comme conférencière sur les thèmes des gisements de pétrole et de l'industrie pétrochimique lors des Forums de la réforme énergétique de 2008 et de 2013, au Sénat de la République.

## Engagement politique
En 2012 elle a été candidate aux élections législatives dans la 11e circonscription de Veracruz pour la coalition du Parti de la révolution démocratique (PRD), du Parti du travail (PT) et du Mouvement citoyen (MC), mais a été battue par le candidat du Parti révolutionnaire institutionnel (PRI),.
En 2015 elle est élue députée dans cette même circonscription pour le Mouvement de régénération nationale (MORENA) et coordonne son groupe parlementaire,,.
Lors des élections fédérales de juillet 2018, elle se présente aux sénatoriales pour MORENA, qu'elle remporte. Elle quitte son siège le 27 novembre après avoir été nommée secrétaire à l'Énergie au sein du gouvernement López Obrador.
Lors de l'annonce de la composition du gouvernement AMLO, Rocío Nahle García est décrite comme particulièrement critique de la réforme énergétique de 2013 (es), qu'elle estime être un échec, mais aussi de la gestion de Pemex, qui a selon elle été affaiblie par le gouvernement.
Elle prévoit notamment de développer le secteur des énergies renouvelables, 40 centrales solaires et 25 centrales éoliennes sont prévues d'ici fin 2021.
Elle démissionne de ses fonctions le 13 octobre 2023 afin de lancer sa candidature au poste de gouverneur de Veracruz lors de l'élection du 2 juin 2024 à l'issue de laquelle elle est élue avec 58,9 % des voix.